# Yakov Jilinski
Yakov Grigorievitch Jilinksi ou Żyliński (en russe : Я́ков Григо́рьевич Жили́нский), né le 27 mars 1853 à Mikhaïlov (gouvernement de Riazan) et mort en 1918 est un général de cavalerie russe et gouverneur général du gouvernement de Varsovie (en 1914).

## Biographie
Issu de la noblesse du gouvernement de Riazan, Yakov Jilinski suit une formation militaire à l’école de cavalerie Nicolas, dont il sort en 1876 pour servir dans le régiment des chevaliers-gardes. En 1883, il est diplômé de l’académie militaire de l’état-major général. Il sert ensuite à l’état-major de la 1re division de grenadiers puis auprès du comité militaro-scientifique de l’état-major général. Il participe dans cette position aux travaux d’études des puissances étrangères.
Jilinski est placé à partir du 2 mai 1898 à la disposition du chef d’état-major général et est envoyé à Cuba comme agent militaire lors de la guerre hispano-américaine de 1898. Il présente ses observations dans un rapport complet, soulignant les raisons des revers et défaites des Espagnols. En 1899, il participe comme délégué du ministère de la Guerre à la première conférence de La Haye. Le 18 août 1899, il prend le commandement du 52e régiment de dragons de Nejinsk. En 1900, il est promu général-major.
Le 29 janvier 1904, il est nommé à la tête de l’état-major de campagne du vice-roi d’Extrême-Orient E.I. Alekseïev et conserve son poste après la destitution d’Alekseïev en octobre 1904. À partir du 5 janvier 1905, il est à la disposition du ministre de la Guerre. Il commande ensuite la 14e division de cavalerie et le 10e corps d’armée. Le 18 avril 1910, il est promu général de cavalerie. Il devient, le 22 février 1911, le chef de l’état-major général, remplaçant le général Gerngross. Le 4 mars 1914, il prend le commandement des troupes de la région militaire de Varsovie et devient également gouverneur général de Varsovie.
Jilinski est nommé commandant en chef des armées du front du nord-ouest le 19 juillet 1914. Après la bataille de Tannenberg, il est relevé de ses fonctions le 3 septembre 1914 et mis à la disposition du ministre de la Guerre. En 1915-1916, il représente la Russie auprès du conseil interallié en France. À l'automne 1916, il est rappelé en Russie.
Le 19 septembre 1917, il est mis à la retraite. Après la révolution d'Octobre, il tente de quitter le pays, mais est arrêté et fusillé par les bolchéviques.